# Модель Ніцци
Модель Ніцци ([ˈniːs]) — одна з моделей динамічної еволюції Сонячної системи. Названа на честь французького міста Ніцца — місця розташування Обсерваторії Лазурного берега, де ця модель була розроблена створена у 2005 році.
Модель Ніцци передбачає міграцію планет-гігантів із початкової компактної конфігурації поблизу Сонця до їхніх нинішніх положень через тривалий час після розпаду початкового протопланетного диска. Цим вона відрізняється від попередніх моделей формування Сонячної системи. Ця міграція планет використовується в динамічному моделюванні Сонячної системи для пояснення історичних подій, зокрема таких:
- пізнє важке бомбардування внутрішньої частини Сонячної системи;
- формування хмари Оорта;
- існування популяцій малих тіл Сонячної системи, як-от пояс Койпера, троянські астероїди Нептуна та Юпітера, а також численні резонансні транснептунові об'єкти, рух яких визначається Нептуном.

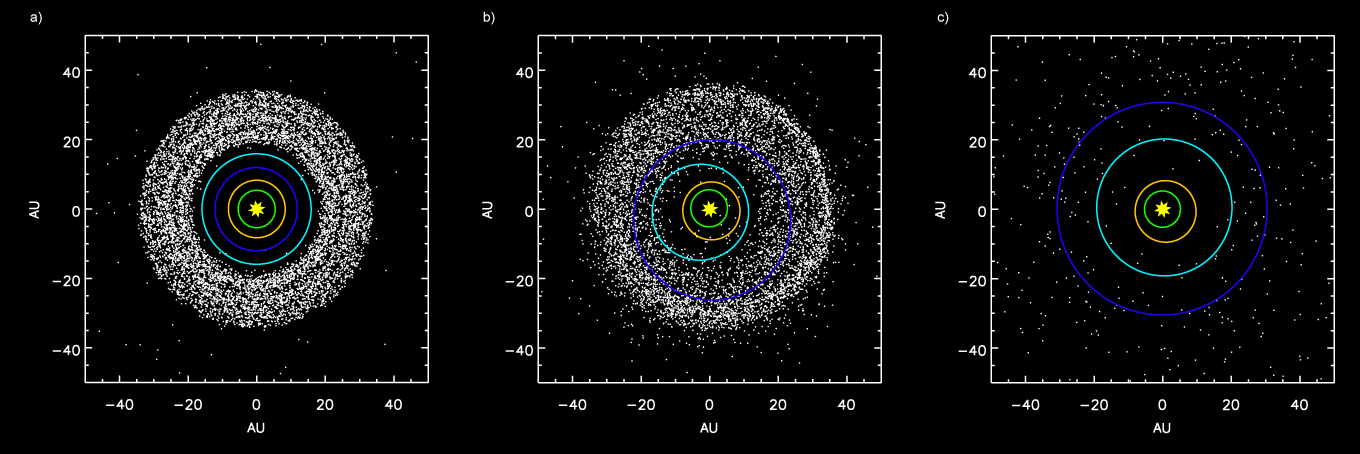
Моделювання, яке демонструє зовнішні планети та пояс планетезималей:
- а) рання конфігурація до досягнення Юпітером і Сатурном резонансу 2:1;
- б) розсіювання планетезималей у внутрішню частину Сонячної системи після орбітального зсуву Нептуна (темно-синій) і Урана (світло-блакитний);
- в) після викиду планетезималей планетами.

## Опис

Приклад моделювання міграції відстані чотирьох планет-гігантів від Сонця в рамках моделі Ніцци.

Підґрунтям моделі Ніцци стали три статті, опубліковані міжнародною командою вчених у науковому журналі Nature у 2005 році. У них чотири автори припустили, що після розсіювання газу та пилу первісного диска Сонячної системи чотири планети-гіганти — Юпітер, Сатурн, Уран і Нептун — спочатку перебували на майже кругових орбітах на відстанях між 5,5 і 17 астрономічних одиниць (а. о.) від Сонця — тобто були розташовані набагато тісніше й компактніше, ніж нині. Великий щільний диск із невеликих кам'яних і крижаних планетезималей загальною масою близько 35 мас Землі простягався від орбіти зовнішньої планети-гіганта приблизно до 35 а. о.
Згідно з моделлю Ніцци, планетна система еволюціонувала так: планетезималі на внутрішньому краю диска час від часу зазнають гравітаційного впливу з боку найближчої планета-гіганти, через що їхні орбіти збурюються. Планета виштовхує більшість малих крижаних тіл, з якими стикається, на внутрішні орбіти. Це, своєю чергою, зміщує орбіту планети назовні, оскільки та набуває кутового моменту від розсіяних об'єктів.
Планетезималі, зміщуючись ближче до Сонця, послідовно зазнають гравітаційного впливу з боку Урана, Нептуна й Сатурна, віддаючи їм свою енергію і тим самим зсуваючи їх назовні. Незважаючи на те, що кожен обмін імпульсом призводить до дуже невеликого зміщення, сукупно ці зіткнення планетезималей призводять до значного зміщення (міграції) орбіт планет.
Цей процес триває, поки планетезималі не вступають у взаємодію із внутрішньою та наймасивнішою планетою-гігантом — Юпітером, чия величезна гравітація спотворює їхні орбіти на високоеліптичні або взагалі викидає їх із Сонячної системи. Юпітер, своєю чергою, змушений трохи зміщатися ближче до Сонця.
Низька частота орбітальних зіткнень визначає швидкість, з якою планетезималі полишають диск, і відповідну швидкість міграції. Після кількох сотень мільйонів років повільної поступової міграції Юпітер і Сатурн, дві планети-гіганти, найближчі до Сонця, входять у взаємний орбітальний резонанс зі співвідношенням 1:2. Через цей резонанс ексцентриситети їхніх орбіт збільшуються — тобто вони стають видовженішими. Це дестабілізує всю планетну систему.
Розташування планет-гігантів швидко й різко змінюється. Юпітер зміщує Сатурн у бік його нинішнього положення. Це переміщення спричинює взаємні гравітаційні зустрічі Сатурна з крижаними гігантами, Нептуном і Ураном, що, своєю чергою, перетворює їхні орбіти на набагато ексцентричніші.
Набувши видовжених орбіт, крижані гіганти вриваються в планетезимальний диск, зриваючи десятки тисяч планетезималей з їхніх стабільних орбіт у зовнішній частині Сонячної системи. Через це первісний диск, який із них складається, майже повністю розсіюється і втрачає 99 % своєї маси.
Цей сценарій пояснює відсутність щільного транснептунового населення, але були запропоновані й інші моделі, які теж пояснюють різке зменшення кількості астероїдів поза орбітою Сатурна, але не потребують міграції планет і хаотичних резонансів.
Розрахунки за моделлю Ніцци дуже чутливі до хаотичної взаємодії планет і астероїдів. Точність розрахунків, як відомо, погіршується внаслідок похибок обчислень, зокрема помилок округлення та дискретизації часу. Спочатку вважалося, що, згідно з передбаченнями моделі, деякі планетезималі будуть викинуті у внутрішню частину Сонячної системи, спричинивши різке збільшення їх зіткнень із планетами земної групи — так зване пізнє важке бомбардування (ПВБ). Однак нещодавно було продемонстровано, що параметри пізнього важкого бомбардування не узгоджуються з кількістю кратерів на Весті і механізмом їх та утворення, і що результати щодо Місяця можна пояснити статистичними відхиленнями у визначенні віку кратерів.
Модель Ніцци передбачає, що планети-гіганти врешті-решт досягають своїх останніх великих півосей орбіт, а динамічне тертя з рештками планетезимального диска згладжує їхні ексцентриситети та знову скгруглює орбіти Урана та Нептуна.
Приблизно у 50 % початкових моделей Циганіса (Tsiganis) та його колег Нептун і Уран теж міняються місцями. Таку статистику, однак, не можна інтерпретувати як імовірність у динамічно хаотичній системі. Хоча той факт, що Уран і Нептун міняються місцями, узгоджувався з моделями їх утворення в диску, поверхнева щільність якого зменшувалася з відстанню від Сонця, немає переконливих доказів того, що маса планети повинна відповідати профілю щільності диска.

## Особливості Сонячної системи
Динамічні моделі Сонячної системи з різними початковими умовами, які відтворюють динаміку Сонячної системи впродовж усього часу її існування, дають різні розподіли малих тіл у Сонячній системі. Аби пояснити широке розмаїття сімейств об'єктів і їхні спостережувані кількості, необхідно опрацювати широкий діапазон початкових умов. Така розмаїтість початкових умов робить модель непрактичною та підозрілою, оскільки на практиці потрібна лише одна реалізація ранньої Сонячної системи, здатна пояснити існування всіх сімейств малих тіл у їхніх спостережуваних кількостях.
Довести правильність моделі еволюції ранньої Сонячної системи складно, оскільки еволюцію неможливо спостерігати безпосередньо. Однак про успішність будь-якої динамічної моделі можна судити, порівнюючи прогнози сімейств космічних тіл, отримані в результаті моделювання, з астрономічними спостереженнями цих сімейств.
На цей момент не існує задовільної комп'ютерної моделі, яка б пояснювала сучасну архітектуру Сонячної системи в усіх деталях.

### Пізнє важке бомбардування
Основним стимулом до розробки моделі Ніцци було пояснення пізнього важкого бомбардування (ПВБ) — сплеску кількості ударів астероїдів і утворення кратерів на поверхні Місяця та планетах земної групи, які сталися, як вважається, приблизно через 600 мільйонів років після формування Сонячної системи.
Утім, новіші дослідження віку місячних кратерів вказують не на раптове утворення багатьох кратерів, а радше на експоненційне зменшення кількості кратерів із часом. Сплеск може бути статистичним артефактом, за якого невизначеність віку кратера в поєднанні з даними щодо віку Місяця породжують очевидний пік у прогнозованому розподілі віку, який сприймається як ПВБ. Крім того, нещодавні вимірювання співвідношення ізотопів аргону-40 і аргону-39, здійснені лазерним абляційним мікрозондом на поверхні астероїда 4 Веста, значно суперечать гіпотезі про пізнє важке бомбардування.
Модель Ніцци пояснює ПВБ так. Коли в зовнішній диск втручаються Уран і Нептун, планетезималі, які складаються переважно з льоду, розкидуються по різних орбітах, зокрема по таких, які перетинають орбіти інших планет, через що різко зростає кількість ударів планетезималей по цих планетах. Міграція зовнішніх планет змінює також швидкість середнього руху об'єктів і ламає вікові резонанси, що встановилися у внутрішній частині Сонячної системи.
У поясі астероїдів вони змінюють ексцентриситети орбіт астероїдів, виштовхуючи їх на орбіти, які перетинаються з орбітами планет земної групи. Через це період зіткнення з кам'янистими об'єктами стає тривалішим та зникає приблизно 90 % їх маси.
Кількість планетезималей, які мали зіткнутися з Місяцем, узгоджується з даними щодо кратеризації, які випливають з ПВБ. Однак прогнозований орбітальний розподіл решти астероїдів не відповідає спостережуваному.
У зовнішній частині Сонячної системи вплив на супутники Юпітера достатній, щоб викликати диференціацію Ганімеда, але не недостатній — Каллісто. Вплив крижаних планетезималей на внутрішні супутники Сатурна є надмірним, що призводить до випаровування льоду, який входить до їх складу.
Небезпідставні сумніви щодо ПВБ як унікальної фази ранньої еволюції Сонячної системи викликають також сумніви щодо доречності всієї моделі Ніцци.

### Троянські астероїди і пояс астероїдів
Після того як Юпітер і Сатурн входять у резонанс 2:1, їхній спільний гравітаційний вплив дестабілізує коорбітальну область троянських астероїдів. Унаслідок цього групи астероїдів-троянців Юпітера і Нептуна, які перебували у точках Лагранжа L4 і L5 їхніх орбіт, полишають їх; натомість у цих зонах опиняються захопленими нові об'єкти із зовнішнього планетезимального диска. Об'єкти, які потрапили в коорбітальну область троянських астероїдів, зазнають лібрації і починають циклічно дрейфувати між точками L4 і L5.
Коли орбітальні періоди Юпітера й Сатурна наближаються до резонансу, але ще не увійшли в нього, те місце, у якому опиняється Юпітер, обганяючи Сатурн у своєму орбітальному русі, на кожному оберті повільно зміщується. Якщо швидкість цього зміщення потрапляє в резонанс із періодом лібрації троянців, то Юпітер здатен «розхитати» їх і викинути їх із цієї області. У таких умовах коорбітальна область троянських астероїдів є динамічно відкритою — тобто об'єкти можуть як входити, так і виходити з неї. Астероїди-троянці, які перебували в цій області раніше, полишають її, а замість них у ній тимчасово опиняються численні об'єкти зі зруйнованого планетезимального диска.
Пізніше, коли відстань між орбітами Юпітера та Сатурна збільшується, область астероїдів-троянців стає динамічно закритою, і планетезималі, які опинилися в ній на той час, виявляються захопленими. Багато з них залишаються там і понині.
«Полонені» астероїди-троянці внаслідок їхніх неодноразових зустрічей із планетами-гігантами мають широкий спектр нахилів орбіт; пояснити цей факт раніше не вдавалося. Кути лібрації та ексцентриситети орбіт у моделі також відповідають спостережуваним орбітам троянців Юпітера. Цей механізм, передбачуваний у моделі Ніцци, аналогічним чином породжує троянців Нептуна.
Велика кількість планетезималей також мала б увійти в орбітальні резонанси з Юпітером, коли той мігрував на нижчу орбіту. Ті, що залишилися в резонансі 3:2 з Юпітером, утворюють сімейство Гільди. Ексцентриситети орбіт інших об'єктів зменшувалися, коли вони перебували в резонансі, а коли орбіта Юпітера зміщувалася всередину, вони почали виходити на стабільні орбіти в зовнішньому поясі астероїдів на відстані більш як 2,6 а. о. від Сонця.
Після цього захоплені об'єкти в резонанс мали подрібнюватися внаслідок зіткнень, розпадаючись на дедалі дрібніші фрагменти. Затим ці дрібні фрагменти під дією ефекту Ярковського виштовхувалися на орбіти з нестабільними резонансами, в під дією ефекту Пойнтінга — Робертсона дрейфували ближче до Сонця. Ці процеси були здатні б видалити понад 90 % вихідної маси поясу астероїдів.
Частотний розподіл розмірів цієї змодельованої популяції після цього подрібнення чудово узгоджується зі спостереженнями. Це узгодження свідчить про те, що юпітеріанські троянці, астероїди сімейства Гільди та спектральні астероїди типу D, а також деякі об'єкти зовнішнього поясу астероїдів є рештками планетезималей процесу захоплення в резонанси та подрібнення.
Об'єктом поясу Койпера, який був захоплений під час цього процесу, може бути карликова планета Церера. Кілька нещодавно відкритих астероїдів типу D мають великі півосі менше 2,5 а. о. — ближче, ніж ті, які випливають із вихідної моделі Ніцци.

### Супутники зовнішніх планет Сонячної системи
Будь-яка початкова популяція нерегулярних супутників, яка була захоплена «традиційним» шляхом — як-от гравітаційне захоплення або зіткнення в акреційних дисках, — буде втрачена під час близьких проходжень планет на етапі глобальної нестабільності системи. У моделі Ніцци зовнішні планети стикаються з великою кількістю планетезималей після того, як Уран і Нептун вриваються в планетезимальний диск і руйнують його.
Частина цих планетезималей захоплюється цими планетами під час їхніх зустрічей за рахунок сил, характерних для систем із трьох тіл. Для будь-якої планетезималі імовірність того, що вона буде захоплена крижаним гігантом, відносно висока — близько 10−7. Гравітаційне захоплення таких супутників може статися майже під будь-яким кутом, тому, на відміну від регулярних супутників Сатурна, Урана й Нептуна, вони необов'язково обертаються в екваторіальних площинах планет. Можливий навіть міжпланетний обмін нерегулярними супутниками. Параметри орбіт нерегулярних супутників — велика піввісь, нахил та ексцентриситет — добре збігаються з параметрами спостережуваних популяцій.
У результаті зіткнень цих захоплених супутників, які трапляються після того, як стабілізуються їхні орбіти, можуть утворитися сімейства космічних тіл, які спостерігаються нині. Крім того, подальші зіткнення «необхідні», щоб пояснити розпорошення популяції і нинішній розподіл розмірів її компонентів.
Параметри орбіти Тритона, найбільшого супутника Нептуна, можна пояснити гравітаційним захопленням, яке супроводжувалося руйнуванням подвійного планетоїда. Таке руйнування подвійного астероїда є імовірнішим, якщо Тритон був меншим членом подвійної системи. Утім, захоплення Тритона було б більш імовірним у ранній Сонячній системі, коли газовий диск гасив відносні швидкості космічних тіл, а обмін компонентами подвійних астероїдів загалом не породжував велику кількість дрібних нерегулярних супутників.
Початкові симуляції в рамках моделі Ніцци більш-менш точно відтворювали різні аспекти зовнішньої Сонячної системи, але взаємодії між Юпітером та іншими планетами в них «не вистачало», щоб пояснити існування цілої свити нерегулярних астероїдів. Це вказує на те, що або для Юпітера працював якийсь інший механізм, або моделювання ранніх етапів не відповідало еволюції орбіт планет-гігантів.

### Утворення поясу Койпера
Міграція зовнішніх планет також «необхідна», щоб пояснити існування та властивості віддалених регіонів Сонячної системи. На початкових етапах пояс Койпера був набагато щільнішим і ближчим до Сонця: його зовнішній край розташовувався на відстані приблизно 30 а. о. Його внутрішній край мав розташовуватися трохи далі орбіт Урана і Нептуна, які, своєю чергою, були набагато ближче до Сонця на час їх утворення (найімовірніше, в діапазоні 15—20 а. о.), причому орбіта Урана пролягала далі від Сонця, ніж орбіта Нептуна.
Гравітаційні зустрічі планет виштовхують Нептун назовні в планетезимальний диск, на орбіту з великою піввіссю ≈28 а. о. і ексцентриситетом до 0,4. Унаслідок видовженості орбіти Нептуна він починає входити в резонанси з тамтешньою популяцією планетезималей. Орбіти тих із них, які розташовані між орбітою Нептуна та областю з резонансом 2:1 з ним, стають хаотичними.
Водночас орбіти об'єктів, які проходять між орбітою Нептуна і краєм планетезимального диска, можуть зсуватися назовні і ставати стабільними орбітами з низьким ексцентриситетом. Коли орбіта Нептуна під дією динамічного тертя зменшує свій ексцентриситет і стає більш круговою, вони потрапляють у гравітаційну пастку на цих орбітах. Ці об'єкти утворюють динамічно холодний пояс, оскільки нахили їхніх орбіт залишаються малими протягом короткого часу взаємодії з Нептуном.
Пізніше, у міру того, як Нептун віддаляється від Сонця, а його орбіта круглішає, ті об'єкти, які були виштовхнуті ним назовні, входять у резонанс із ним. Ексцентриситети їхніх орбіт зменшуються, а нахили, навпаки, збільшуються завдяки механізму Козаї, який переводить їх на стабільні орбіти з вищим нахилом. Інші об'єкти залишаються на резонансних орбітах, перетворюючись на плутино та інші резонансні популяції.
Оскільки об'єкти цих двох популяцій виштовхнуті назовні і довше взаємодіяли з Нептуном, вони є динамічно гарячими: їм притаманні великі нахили й ексцентриситети.
Результатом цієї еволюції орбіти Нептуна стає поява як резонансних, так і нерезонансних груп об'єктів в області орбіт із резонансом 2:1 відносно Нептуна. Їхні маси становлять лише невелику частку маси початкового планетезимального диска.
В інших моделях надлишку плутино з низьким орбітальним нахилом вдається уникнути за рахунок того, що позаяк Нептун виштовхується назовні, орбіти з резонансом 3:2 відносно нього залишаються поза початковим краєм планетезимального диска. Різні початкові комбінації розташувань холодних класичних об'єктів, які утворилися переважно в зовнішньому диску, і процеси їх захоплення дають змогу по-різному пояснити бімодальний розподіл нахилу їхніх орбіт та його кореляцію з їхнім складом. Однак у цій еволюції орбіти Нептуна не враховуються деякі характеристики розподілу орбіт. Вона передбачає, що середній ексцентриситет орбіт класичних об'єктів поясу Койпера буде більшим, ніж спостерігається (0,10—0,13 проти 0,07), і не передбачає достатньої кількості об'єктів із більшим нахилом орбіти. Крім того, вона не може пояснити майже повну відсутність сірих об'єктів у холодній популяції. Утім, було висунуто припущення, що відмінності в кольорах принаймні частково зумовлені процесами еволюції поверхні, а не цілком відмінностями в первинному складі.
Дефіцит об'єктів із найнижчим ексцентриситетом, передбачений у моделі Ніцци, може вказувати на те, що холодне населення утворилося там, до воно перебуває й зараз. Окрім різних орбіт, гарячі та холодні популяції мають різні кольори. Холодна популяція помітно червоніша за гарячу, що свідчить про те, що вона має інший склад і сформувалася в іншому регіоні. Холодна популяція також включає велику кількість подвійних об'єктів із слабко зв'язаними орбітами, які навряд чи переживуть близьку зустріч з Нептуном. Якщо холодна популяція утворилася на її нинішньому місці, для її збереження «потрібно», щоб ексцентриситет Нептуна залишався малим, або щоб його перигелій швидко прецесував через сильну взаємодію між ним і Ураном.

### Розсіяний диск і хмара Оорта
Об'єкти, виштовхнуті Нептуном назовні на орбіти з великою піввіссю, більшою за 50 а. о., можуть увійти в резонанси й утворити резонансну популяцію розсіяного диска. Якщо внаслідок резонансу їхні ексцентриситети зменшуються, у процесі міграції Нептуна вони можуть вийти з резонансу і перейти на стабільні орбіти в розсіяному диску.
Коли ексцентриситет орбіти Нептуна великий, його афелій може виходити далеко за межі його орбіти. Об'єкти, чий перигелій у цей момент виявляється близьким до перигелію Нептуна або є більшим від нього, можуть відокремитися від Нептуна. За такого сценарію ексцентриситет орбіти об'єкта, який відокремлюється, зменшується, орбіта стає більш круговою, а афелій зменшується, — і об'єкт «сідає» на стабільну орбіту в розсіяному диску.
Перигелії об'єктів, виштовхнутих Ураном і Нептуном на далекі орбіти (приблизно 5000 а. о.), можуть зрости під зовнішнім впливом. Унаслідок цього такі об'єкти здатні відокремитися від впливу планет-гігантів і утворити внутрішню частину хмари Оорта з помірним нахилом.
Орбіти об'єктів із найдальшими орбітами можуть збурюватися зорями, що проходять поблизу Сонця, і утворити зовнішню частину хмари Оорта. Об'єкти, виштовхнуті Юпітером і Сатурном, найчастіше просто викидаються із Сонячної системи.
У цих областях можуть зберегтися кілька відсотків маси початкового планетезимального диска.

## Модифікації моделі Ніцци
Модель Ніцци з моменту своєї першої публікації зазнала низки модифікацій. Деякі зміни відбивають нові дані щодо формування Сонячної системи, інші були додані після виявлення значних розбіжностей між її прогнозами та спостереженнями.
Гідродинамічні моделі ранньої Сонячної системи вказують на те, що в певний момент орбіти планет-гігантів розташуються так, що виникне ціла низка орбітальних резонансів. Було також показано, що повільне наближення Юпітера і Сатурна до резонансу 2:1 до початку періоду дестабілізації та плавне розходження їх орбіт після нього також призводить до змінення орбіт об'єктів у внутрішній частині Сонячної системи через масштабні вікові резонанси.
Перший із цих ефектів здатний призвести до того, що орбіта Марса перетнеться з орбітою однієї з інших планет земної групи, через що дестабілізується вся внутрішня частина Сонячної системи. Навіть якщо цього не відбувається, унаслідок другого ефекту орбіти планет земної групи все одно набувають більших ексцентриситетів. Орбітальний розподіл об'єктів поясу астероїдів також змінюється: утворюється надлишок об'єктів із великими нахилами орбіт.
Серед інших відмінностей між передбаченнями моделі й спостереженнями — захоплення Юпітером кількох нерегулярних супутників, випаровування льоду з внутрішніх супутників Сатурна, брак об'єктів поясу Койпера з великими нахилами орбіт та нещодавнє відкриття астероїдів типу D в основному поясі астероїдів.
Першими модифікаціями моделі Ніцци стали початкові положення планет-гігантів. Дослідження еволюції планет, які обертаються в газовому диску, за допомогою гідродинамічних моделей показують, що планети-гіганти мають мігрувати в бік Сонця. Якби міграція тривала «як слід», це призвело б до того, що Юпітер обертався б навколо Сонця дуже близько від нього — як це роблять нещодавно відкриті екзопланети, відомі як гарячі юпітери. Однак цьому запобігає резонанс Юпітера і Сатурна, а внаслідок подальшого усталення резонансів з іншими планетами-гігантами утворюється складна чотирикратна резонансна конфігурація, у якій Юпітер і Сатурн перебувають у резонансі 3:2.
Був також запропонований механізм відстроченого руйнування цього резонансу. Гравітаційні зіткнення з об'єктами зовнішнього диска з масами, сумірними з масою Плутона, мають збурювати їхні орбіти і видовжувати їх, а синхронізація цих орбіт має «втягувати» планети-гіганти всередину, у бік Сонця. Під час цієї міграції всередину вікові резонанси починають руйнуватися, змінюючи ексцентриситети орбіт планет і порушуючи чотирикратний резонанс. Через це на пізніх етапах еволюції виникає нестабільність, подібна до тієї, яку передбачає оригінальна моделі Ніцци. Але, на відміну від оригінальної моделі Ніцци, час виникнення цієї нестабільності не залежить від початкових орбіт планет і відстані між зовнішньою планетою й планетезимальним диском. Розширення моделі Ніцци, у якому резонанси планетних орбіт поєднуються зі спричиненим ними періодом пізньої нестабільності, дістало назву Друга модель Ніцци.
Друга модифікація моделі Ніцци передбачає, що один із крижаних гігантів врізається в Юпітер, тим самим призводячи до стрибкоподібної зміни великої півосі його орбіти — це так званий сценарій стрибаючого Юпітера. Згідно з ним, крижаний гігант унаслідок взаємодії із Сатурном виштовхується в бік Сонця на орбіту, яка перетинає орбіту Юпітера. Це призводить до розширення орбіти Сатурна. Невдовзі по тому Юпітер виштовхує цей крижаний гігант назовні, зменшуючи при цьому свою орбіту. Це, своєю чергою, призводить віддалення орбіт Юпітера і Сатурна одна від одної в кілька етапів — тобто замість поступового повільного віддалення відбувається серія стрибкоподібних змін.
Поетапне віддалення орбіт Юпітера і Сатурна дає змогу уникнути повільного формування вікових резонансів у внутрішній частині Сонячної системи, через що орбіти планет земної групи видовжилися б, і зберігає пояс астероїдів із великим співвідношенням високих і низьких нахилів орбіт його об'єктів.
Взаємодія крижаного гіганта з Юпітером у цій моделі добре пояснює походження нерегулярних супутників Юпітера. Свої троянські астероїди Юпітер теж захоплює після цих зіткнень, коли велика напіввісь його орбіти різко змінюється, а якщо крижаний гігант проходить через одну з точок Лангранжа (L4 або L5), він розкидує троянців, які у ній накопичилися, тому кількість троянців в одній із точок буде значно менше їхньої кількості в іншій.
Швидший прохід вікових резонансів через пояс астероїдів обмежує втрату астероїдів із його основної частини. Натомість більшість скелястих тіл періоду пізнього важкого бомбардування походять із внутрішньої області поясу астероїдів, яка збурюється, коли планети-гіганти досягають своїх нинішніх положень, а рештки поясу зберігаються у вигляді астероїдів сім'ї Угорщини. Унаслідок зустрічі з крижаним гігантом, коли той перетинав пояс астероїдів, деякі астероїди типу D осіли у його внутрішній частині на відстанях близько 2,5 а. о. від Сонця.

## Модель Ніцци із п'ятьма планетами-гігантами
Основна стаття: Модель Ніцци із п'ятьма планетами-гігантами
Оскільки під час моделювання взаємодії крижаного гіганта з Юпітером часто відбувалося викидання крижаного гіганта із Сонячної системи, Девід Несворни (David Nesvorný) та інші вчені висунути гіпотезу про те, що на початковому етапі своєї еволюції Сонячна система містила не чотири, як зараз, а п'ять планет-гігантів, одна з яких було викинуто внаслідок гравітаційних збурень.
Така п'ятипланетна модель Ніцци передбачає, що на початковому етапі орбітальні резонанси планет-гіганти утворювали ланцюжок 3:2, 3:2, 2:1, 3:2, а навколо них обертався планетезимальний диск. Після розриву резонансного ланцюжка Нептун спочатку мігрує назовні в планетезимальний диск, досягаючи відстані 28 а. о., після чого починаються гравітаційні зіткнення між планетами.
Ця рання міграція зменшує масу зовнішнього диска, завдяки чому зберігається ексцентриситет орбіти Юпітера, і утворює пояс Койпера з розподілом нахилів, який відповідає спостережуваному. Розрахунки показують, що на момент початку міграції Нептуна маса планетезимального диска становила приблизно 20 мас Землі. У період нестабільності орбіта Нептуна може залишатися майже круговою, оскільки він взаємодіє лише з викинутим крижаним гігантом. Завдяки цьому класичний холодний пояс астероїдів зберігається на своєму місці. Крім того, планетезимальний пояс меншої маси в поєднанні з різкими змінами нахилів і ексцентриситетів об'єктів із масою Плутона значно зменшують втрату льоду внутрішніми супутниками Сатурна.
У другій моделі Ніцци поєднання пізнього розриву ланцюга резонансів та міграції Нептуна до відстані 28 а. о. перед настанням періоду нестабільності є малоймовірним. Цю розбіжність можна пояснити повільною міграцією пилу протягом кількох мільйонів років після руйнування резонансу.
Нещодавнє дослідження показало, що модель Ніцци з п'ятьма планетами-гігантами дає статистично малу ймовірність відтворити орбіти планет земної групи. З цього випливає, що нестабільність утворилася ще до формування планет земної групи і не могла бути джерелом пізнього важкого бомбардування, але «перевагу» нестабільності на ранніх етапах зменшують різкі стрибки великих півосей орбіт Юпітера й Сатурна, які потрібні для того, щоб пояснити збереження поясу астероїдів.